# Bomolocha ricalis
Bomolocha ricalis är en fjärilsart som beskrevs av William Schaus 1904. Bomolocha ricalis ingår i släktet Bomolocha och familjen nattflyn. Inga underarter finns listade i Catalogue of Life.